# Teorema de Proth
El  teorema de Proth  és un test de primalitat per als nombres de Proth inventat per François Proth al voltant de 1878.
Aquest teorema sosté que si  p  és un nombre de Proth, és a dir de la forma  k  2   n  +1 amb  k  senar i  k  <2   n  , llavors si per a algun nombre enter  a :
{\displaystyle A^{(p-1)/2}\equiv -1\mod {p}\,\!} (1)
llavors  p  és un nombre primer anomenat  cosí de Proth . Aquest test funciona a la pràctica perquè si  p  és primer, el 50% dels valors de  a  compleixen amb la condició indicada dalt.
Si  a  és un nombre primer i  p  no és un residu quadràtic mòdul  a  llavors  a  tampoc és residu quadràtic mòdul  p  i es compleix la condició del teorema. A la pràctica s'utilitzen diferents nombres primers petits per a la variable  a  i es calcula el símbol de Jacobi fins que:
{\displaystyle \left({\frac {a}{p}}\right)=-1}
la qual cosa és molt més ràpid que la exponenciació modular per trobar el valor de  a , ja que en aquest cas, després de calcular  p  mod  a , s'han de realitzar uns pocs càlculs usant nombres menors que  a , mentre que amb la fórmula (1) s'han de realitzar més de (ln  p /ln 2) multiplicacions modulars mòdul  p , el que és molt costós en temps de càlcul.

## Exemples numèrics
A continuació es mostren exemples d'ús del teorema de Proth:
- Per  p  = 3, 2  1 +1 = 3 és divisible per 3, per la qual cosa 3 és primer.
- Per  p  = 5, 3  2 +1 = 10 és divisible per 5, de manera que 5 és primer.
- Per  p  = 13, 5  6 +1 = 15.626 és divisible per 13, per la qual cosa 13 és primer.
- Per  p  = 9, que no és primer, no hi ha valor de  a  tal que  a   4 +1 sigui divisible per 9.

Els primers cosins de Proth són:
3, 5, 13, 17, 41, 97, 113, 193, 241, 257, 353, 449, 577, 641, 673, 769, 929, 1153, ....
Aquesta és la seqüència A080076 de OEIS.
A juliol de 2009, el major cosí de Proth conegut és 19.249 · 2  13.018.586 +1, trobat pel projecte Seventeen or Bust. Posseeix 3918990 dígits decimals i és el major primer conegut que no és de Mersenne.